# グリッチアート

マイケル・ベタンコートが製作した、グリッチが入った映像の例（登場するのは女優のメイ・マレー）

グリッチアート（英語: glitch art）とは、デジタルデータを破壊したり、電子機器を物理的に操作したりすることで、画像・映像・音声のエラー（グリッチ）を故意に発生させ、それを芸術の目的に利用することである。レン・ライの1935年の映画『カラー・ボックス』、ナム・ジュン・パイクの1965年のビデオスカルプチャー『TVマグネット』、コーリー・アーキャンジェルの2007年のビジュアルアート"Panasonic TH-42PWD8UK Plasma Screen Burn"などに登場する。

## 歴史

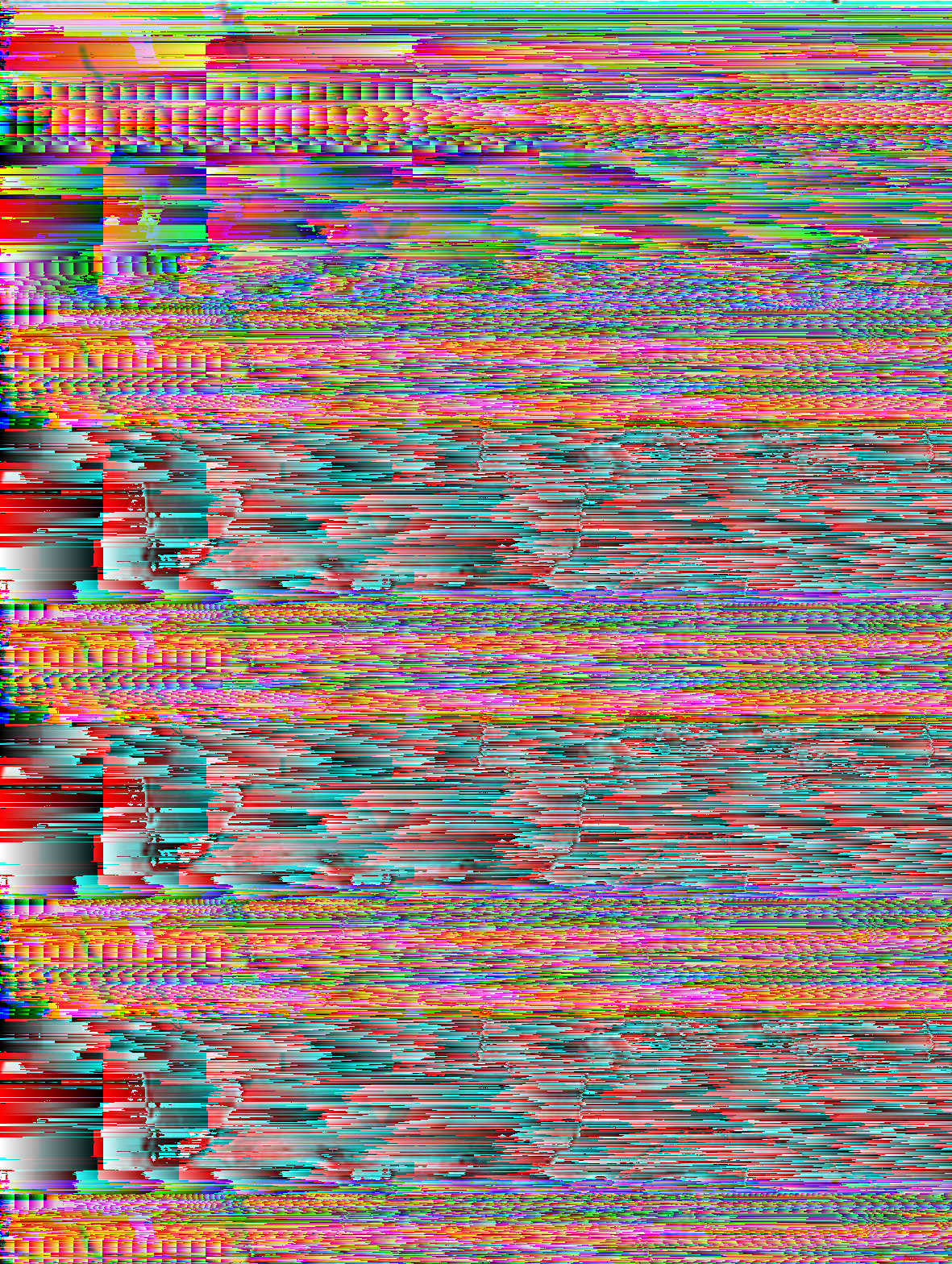
ローサ・メンクマンによるグリッチアートの例

技術用語としての「グリッチ」とは、特にソフトウェア、ビデオゲーム、画像、映像、音声、その他のデジタルアーティファクトに発生する、誤動作による予期せぬ結果（不具合）のことである。グリッチがメディアアートに用いられた初期の例としては、ジェイミー・フェントンとラウル・ザリツキーが制作した1978年の映像作品"Digital TV Dinner"があり、ディック・エインズワースがグリッチ・オーディオを担当した。この映像は、バリー・マニュファクチャリング社のビデオゲーム機Bally Astrocadeを操作してグリッチを発生させた状態をビデオテープに記録したものである。
「グリッチ」という言葉が音楽と結びつくようになったのは1990年代半ばのことで、実験/ノイズ/エレクトロニカのジャンルを表す言葉として使われた（グリッチ・ミュージックを参照）。その直後、ビデオパフォーマンスアーティスト(VJ)などのビジュアルアーティストが、デジタル時代の美学としてグリッチを受け入れ始めたことから、グリッチアートはビジュアルアートの集合体を指すようになった。そのような初期のムーブメントの一つが、後に"net.art"と呼ばれるようになったもので、アーティストのジョアン・ヘムスケルクとディルク・ペースマンスが立ち上げたアート集団Jodiの初期作品もその一つである。Jodiのグリッチアートの実験では、自身のウェブサイトで意図的にレイアウトエラーを起こし、基本的なコードやエラーメッセージを表示させていた。Jodiをはじめとするnet.artのメンバーの探究心は、後にデータベンディングやデータモッシュ（後述）といった視覚的な歪みの実践に影響を与えることになる。
2002年1月、テック・アート集団の「マザーボード」は、ノルウェーのオスロで、「国際的なアーティスト、学者、その他のグリッチ実践者を短期間に集め、彼らの作品やアイデアを相互に、および一般の人々と共有する」ことを目的とした第1回グリッチアート・シンポジウムを開催した。
2010年9月29日から10月3日にかけて、ニック・ブリッツ、エヴァン・ミーニー、ローサ・メンクマン、ジョン・サトロムが主催した5日間のカンファレンス第1回GLI.TC/Hがアメリカ合衆国のシカゴで開催され、ワークショップ、レクチャー、パフォーマンス、インスタレーション、スクリーン上映などが行われた。
2011年11月に第2回GLI.TC/Hがシカゴ、アムステルダム、バーミンガムを巡回して行われた。ワークショップ、上映会、レクチャー、パフォーマンス、パネルディスカッション、ギャラリーショーなどが7日間にわたって3都市で行われた。

## 手法
「グリッチアート」と呼ばれるものは、通常、静止画または動画における視覚的なグリッチを意味する。グリッチアートは、偶然グリッチが発生したときにその画像をキャプチャーするか、アーティストやデザイナーがデジタルファイルやソフトウェア、ハードウェアを操作して、グリッチを故意に発生させることで作られる。グリッチ・アーティストは、グリッチアートの作り方についての様々なチュートリアルをオンラインで公開している。グリッチを必要に応じて発生させるには、ハードウェアの物理的な変更からデジタルファイル自体の直接的な変更まで、様々なアプローチがある。グリッチ・アーティストのマイケル・ベタンコートは、グリッチアートを制作する際に用いられる5つの操作方法を挙げている。ベタンコートは、「グリッチアート」は幅広い技術的アプローチによって定義され、それはデジタルファイル、それを表示するディスプレイ、それを表示するための技術（ビデオスクリーンなど）への変更の加え方で分類できると述べている。ベタンコートはこの範囲に、テレビ（ビデオアート）や映画における物理的なフィルムストリップのような、アナログ技術に対する変更も含めている。

### データ操作
データ操作（英語: data manipulation、別名 データベンディング(databending)）は、デジタルファイル内の情報を変更してグリッチを発生させるものである。データベンディングとは、ファイルのデータを編集して変更することである。HexFiendなどのプログラムを使ってデータを変更する方法については、様々なチュートリアルがある。Adam Woodallのチュートリアルでは、次のように説明されている。
他のファイルと同様に、画像ファイル（.jpg、.bmp、.gifなど）は全てテキストで構成されている。.svg（ベクトル）や.html（ウェブページ）のような他のファイルとは異なり、画像をテキストエディタで開くと、出てくるのは全てちんぷんかんぷんの言葉である!
関連して、動画や画像ファイルのデータを変更する「データモッシュ」(datamoshing)という処理がある。Avidemuxなどのソフトウェアを使ったデータモッシュは、圧縮されたデジタルビデオの異なるフレームタイプを操作することでグリッチアートを作成するための一般的な方法である。
データモッシュは、符号化されたビデオのIフレーム（イントラ・コード・ピクチャーの略。キー・フレームとも呼ばれ、復号する際に他のフレームの情報を必要としないフレーム）を除去し、Pフレーム（プレディクテッド・ピクチャーの略）またはBフレーム（バイ・プレディクテッド・ピクチャーの略）だけを残すことである。Pフレームには、現在のフレームと前のフレームとの間の画像の変化を予測する情報が含まれ、Bフレームには、前のフレーム、現在のフレーム、後のフレームの間の画像の違いを予測する情報が含まれる。PフレームとBフレームは前後のフレームのデータを使うため、Iフレームよりも圧縮率が高い。
このような、デジタルデータを直接操作するプロセスは、2次元の画面上で表示されるファイルに限らない。「3Dモデルグリッチ」は、3Dアニメーションプログラムのコードを意図的に破壊することで、3D仮想世界や3Dモデル、さらには3Dプリンターで出力される物体において、歪んだ抽象的なイメージが生成されるようにすることを指す。

### ミスアライメント
ミスアライメント・グリッチ（英語: misalignment glitch、「ずれたグリッチ」の意）とは、ある種類のデジタルファイルを別の種類のファイル用に設計されたプログラムで開くことによって生じるものである。例えば、ビデオファイルをサウンドファイルとして開いたり、ファイルを解凍するのに間違ったコーデックを使用したりする。この種のグリッチの作成によく使われるツールとしては、AudacityやWordPadなどがある。
アーティストのJamie Boultonは、このプロセスとグリッチについて、オーディオエンコードされていないファイルをAudacityがどのように扱うかに依存したものであると述べている。

Audacityでファイルを操作する最も簡単な方法は、ファイルの一部分を選択して、そこに対して（ソフトに）内蔵されているサウンドエフェクトのうちのどれか適用することである。私はコンピュータの専門家ではないが、私の考えでは、サウンドエフェクトをサウンドファイルに適用すると、プログラムはそのファイルを受け取り、その効果を得るために指示された方法でファイルデータを変更する。例えば、エコー効果を適用すると、ファイルの一部分を繰り返し、繰り返すたびに小さくしてゆく。素晴らしいのは、ファイルの内容に関わらず、このような処理が行われることである。Audacityは、ファイルが音声であるかどうかを知らないし、気にしない。

### ハードウェアの不具合
ハードウェアの不具合を故意に起こす手法もある。「サーキットベンディング」と呼ばれ、機械の物理的な配線や内部の接続をショートなどによって変化させることで、機械に不具合を生じさせ、新たな音や映像を生み出す。例えば、ビデオデッキなどの内部の部品に損傷を与えることで、異なる色の映像を実現することができる。ビデオアーティストのトーマス・デファンティは、バリー社のゲーム機を使ったジェイミー・フェントンの初期のグリッチビデオ"Digital TV Dinner"のナレーションで、この作品におけるハードウェアの不具合の役割を説明している。

この作品は、ホームコンピュータアートの中でも最も安価な作品です。これは、300ドルのビデオゲームシステムで、メニューを表示しようとしている間に、拳で叩いてゲームカートリッジを飛び出させるというものです。音楽は、ディック・エインズワースが同じ仕組みを使い、拳ではなく指で叩いています。

ゲーム機の筐体を物理的に叩くと、ゲームカートリッジが飛び出してきて、コンピュータの動作が中断されてしまう。このグリッチは、次のようなゲーム機の設定に起因するものだった。

カートリッジにはROMメモリがあり、本体にもROMメモリが内蔵されています。本体のROMでコードを実行中にカートリッジを取り出すと、スタックフレームにゴミ参照が発生したり、ポインタが無効になったりして、奇妙なパターンが描かれます。（中略）Bally Astrocadeは、カートリッジゲームの中でもユニークな存在で、電源投入時にゲームカートリッジを交換できるように設計されていました。リセットボタンを押すと、カートリッジがシステムから取り外され、様々なメモリダンプパターンが誘発されました。"Digital TV Dinner"は、このようなシリコン癲癇(silicon epilepsy)の不思議な状態を、同じプラットフォームで作曲・生成された音楽に合わせて集めたものです。

### ミスレジストレーション
ミスレジストレーション（英語: misregistration）は、映画フィルムのような歴史的なアナログメディアの物理的なノイズによって生じる。電子音楽の作曲家であるキム・カスコーネは、2002年に次のように説明している。

デジタルオーディオの「不具合」にはさまざまな種類がある。酷いノイズが出ることもあれば、不思議な音のタペストリーができることもある。1990年代初頭、ドイツの音響実験家集団のOvalは、CDの裏に小さな絵を描いて音飛びを起こすことで音楽を作り始めた。彼らはコンパクトディスクに埋め込まれたサブテキストの層を明らかにするために、「不具合」の側面を作品に用いたのである。
Ovalの「不具合」についての調査は新しいものではない。ラズロ・モホリ＝ナジやオスカー・フィッシンガーの光学的なサウンドトラックの作品や、ジョン・ケージやクリスチャン・マークレーのレコードの操作など、この分野では以前から多くの作品が作られてきた。新しいのは、アイデアが光の速さで移動するようになり、比較的短期間で音楽のジャンル全体を生み出すことができるようになったことである。

### ディストーション
ディストーション（英語: distortion、「歪み」の意）は、グリッチアートの中でも最も初期に制作されたものの一つである。ビデオアーティストのナム・ジュン・パイクは、強力な磁石をテレビの画面に近づけることでビデオの歪みを作り出し、抽象的なパターンを出現させていた。パイクは、テレビに物理的な干渉を加えることで、放送された映像の表示方法を変え、新たなイメージを生み出した。

磁界がテレビの電子信号に干渉し、磁石を動かすと変化して、放送された映像が歪んで抽象的な形になる。

これをカメラで記録することで、磁石を使わずに表示することができる。
圧縮アーチファクトとは、非可逆圧縮の適用によって生じるメディア（画像、音声、映像など）の目立った歪みのことである。グリッチアートのビジュアルスタイルとして意図的に使用されることがある。ローサ・メンクマンの作品は、圧縮アーティファクト、特にJPEGデジタル画像やMP3デジタルオーディオなど、ほとんどのデジタルメディアのデータ圧縮フォーマットに見られる離散コサイン変換ブロック（DCTブロック）を利用している。 別の例としては、ドイツの写真家トーマス・ルフの"Jpegs"があり、意図的なJPEGアーティファクトを写真のスタイルの基礎として使用している。